# Ferrata delle Torri di Latemar

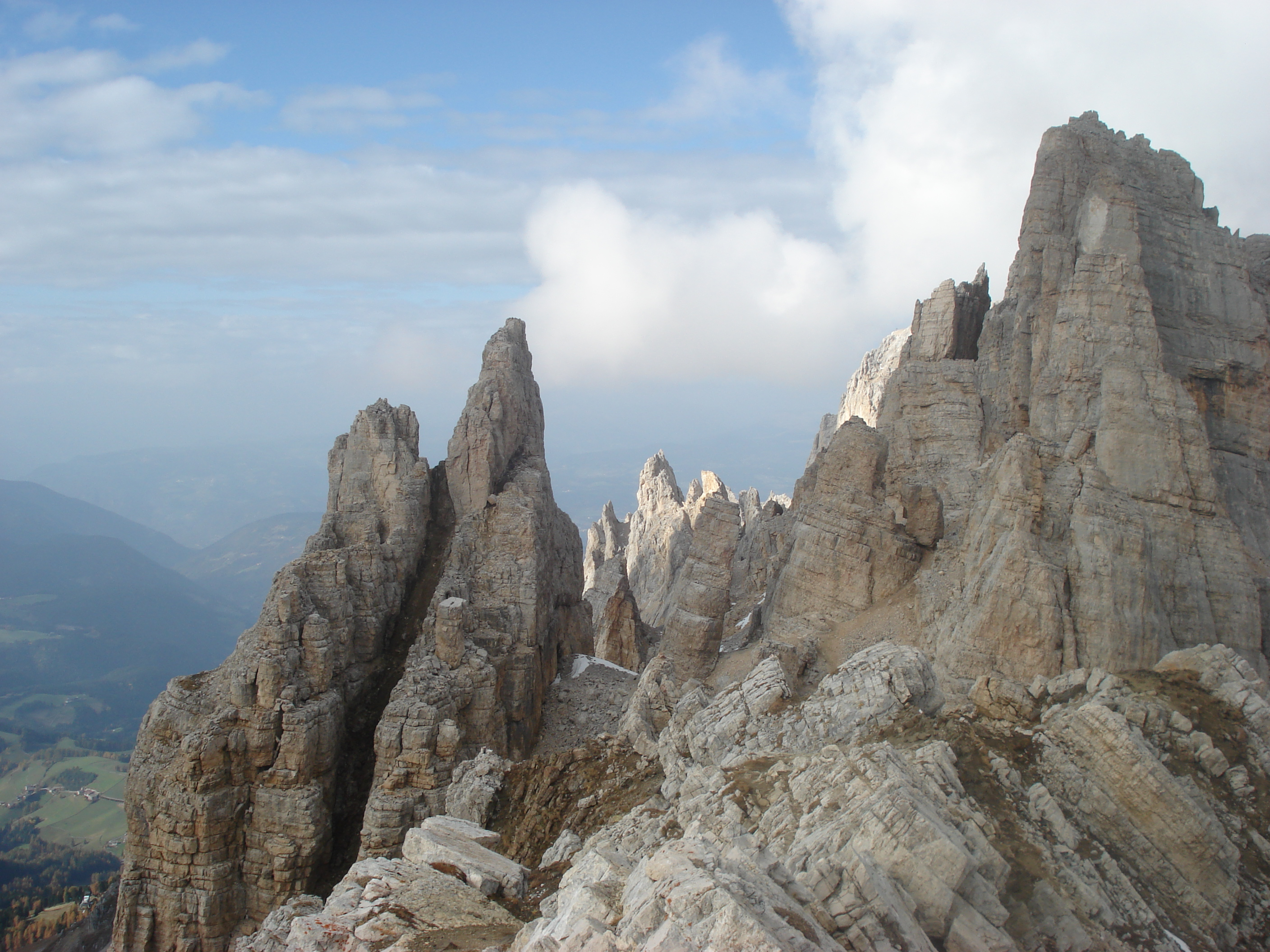
Torri del Latemar

La via ferrata Torri di Latemar (o Ferrata dei campanili, in tedesco Klettersteig Latemartürme) è una via ferrata che porta dalla Forcella dei campanili, al Bivacco Rigatti o viceversa, nel gruppo del Latemar, in provincia di Bolzano.

## Descrizione del percorso

### Avvicinamento
Per arrivare all'attacco della ferrata, il percorso tipico è salire dalla frazione Obereggen utilizzando sino al termine la seggiovia Oberholz a 2.100 m e imboccare il sentiero n. 18, che raggiunge la Forcella dei Camosci, a quota 2.636 m

### Via ferrata
Si prosegue sino all'imbocco del sentiero n. 516, la cui diramazione conduce al rifugio Torre di Pisa e si percorre il sentiero sino alla forcella dei campanili a quota 2.600 m: da qui, scalate alcune roccette ed un ghiaione, si incontrano le prime funi metalliche. Superata una forcella si giunge ad una cengia attrezzata e alla forcella Diamantidi a quota 2.750 m. Attraverso altre cenge esposte della torre Christomannos e con l'ausilio di pioli e scale in ferro si giunge in vista del bivacco, situato nella forcella Grande. Da qui, attraverso un sentiero non attrezzato, è possibile proseguire per la cima del Latemar a 2.800 m.

### Discesa
Per la discesa si fa riferimento al sentiero n. 18 e quindi al già citato n. 516 per raggiungere nuovamente la forcella dei Camosci.